# Armando Barcellos
Armando Barcellos (Niterói, 6 de fevereiro de 1966) é um ex-triatleta profissional brasileiro, que atuou entre o período de 1983 a 2002. Um dos principais nomes do esporte na década de 1990, foi campeão brasileiro de triathlon, em 1998 e 1999, e bicampeão do Ironman do Brasil, em 1989 e 1990. Em 1994, no Hawai conquistou a classificação de 16.º lugar profissional. Competiu em Sydney 2000 como um dos três atletas representantes brasileiros. Em 2004, foi o chefe da delegação brasileira nas Olimpíadas de Atenas.